# George Ross

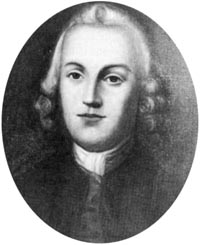
George Ross. 1873er Ölgemälde von Philip F. Wharton nach Benjamin West

George Ross (* 10. Mai 1730 in New Castle, Delaware Colony, Kolonie des Königreichs Großbritannien heute USA; † 14. Juli 1779 bei Philadelphia, Pennsylvania, USA) unterzeichnete als einer der Vertreter Pennsylvanias die Unabhängigkeitserklärung der USA und ist somit einer der Gründerväter der USA.
Ross wurde zu Hause unterrichtet. Er studierte dann Recht im Rechtsanwaltsbüro seines Bruders John Ross, den üblichen Gepflogenheiten dieser Zeit entsprechend und wurde 1750 in Philadelphia zum Rechtsanwaltsberuf zugelassen. Ursprünglich ein Tory diente er zwölf Jahre lang als Kronanwalt und wurde 1768 in die Legislative der Provinz gewählt. Dann begannen sich seine Sympathien zu ändern und er wurde ein starker Unterstützer der kolonialen Parlamente in deren Konflikten mit dem Britischen Parlament.
Ross war Mitglied des Sicherheitskomitees und wurde in den Kontinentalkongress gewählt. Er war Oberst in der Kontinentalarmee und Vizepräsident des ersten Verfassungskongresses Pennsylvanias. Er zog sich 1777 wegen seiner schlechten Gesundheit aus dem Kontinentalkongress zurück und wurde am 14. April 1779 in den Marinegerichtshof von Pennsylvania berufen. Er starb im Amt an seinem Gichtleiden.